# キヤノン EOS M2

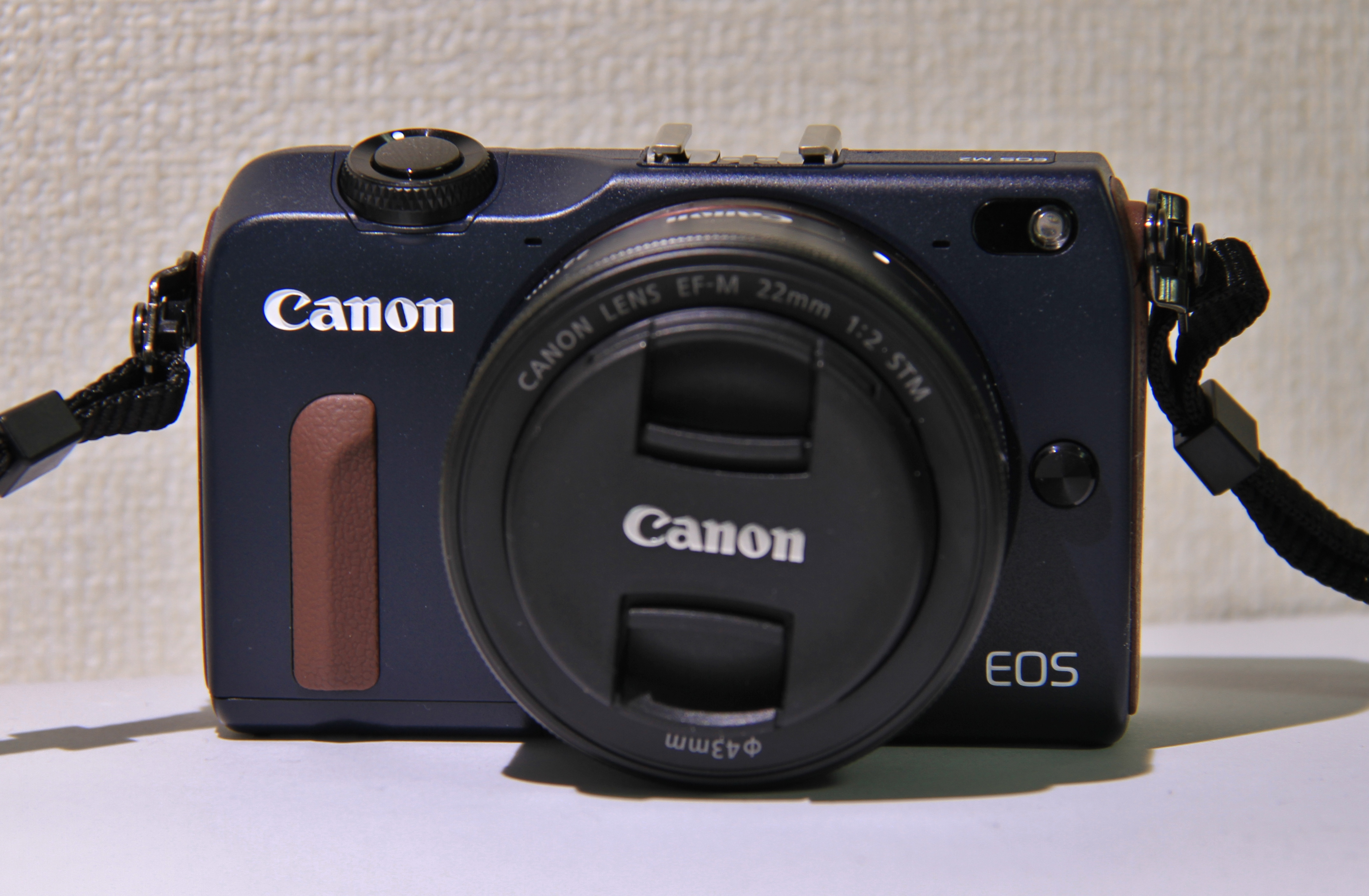
EOS M2

キヤノン EOS M2（キャノン イオス エム ツー）は、2013年12月 に発売されたキヤノンの2代目のミラーレス一眼カメラである。

## 概要
EOS M2は、1,800万画素のAPS-Cサイズ撮像素子や、映像エンジンDIGIC 5、ワイド3インチのタッチパネル機能付きの液晶モニターを搭載したミラーレス一眼カメラである。ハイブリッド CMOS AF II を採用することで、EOS M と比較して大幅な AF 性能の向上を果たした。また無線LAN機能も追加された。ボディサイズは EOS M より軽量コンパクトになった。レンズマウントには「EF-Mマウント」を採用。専用に開発されたEF-Mレンズのほか、マウントアダプターを介して一眼レフカメラEOS用EFレンズおよびEF-Sレンズの装着も可能である。なお、内蔵ストロボは搭載していないが、ダブルレンズキットにはEOS Mに合わせて発売された、小型のスピードライト90EXが含まれている。

## 主な仕様
- 形式：デジタル一眼ノンレフレックスAF・AEカメラ
- 記憶媒体：SDメモリーカード、SDHCメモリーカード、SDXCメモリーカード
- マウント：キヤノンEF-Mマウント
- 撮像素子：CMOSセンサー
- 有効画素数：約1,800万画素
- ホワイトバランス：オート、プリセット（太陽光、日陰、くもり、白熱電球、白色蛍光灯、ストロボ）、マニュアル、ホワイトバランス補正、ホワイトバランスブラケティング可能
- 測光方式：撮像素子によるリアルタイム測光
- 露出制御方式：シーンインテリジェントオート、応用撮影ゾーン（マニュアル露出、絞り優先AE、シャッター優先AE、プログラムAE）、かんたん撮影ゾーン（クリエイティブオート、ポートレート他）
- 感度：常用ISO感度100～12800（拡張ISO25600）、かんたん撮影ゾーン：ISO100～6400自動設定、応用撮影ゾーン：ISO100～6400任意設定
- 露出補正：1/3,1/2ステップ、±3段（手動）
- フォーカス：ハイブリッド CMOS AF II方式
- シャッター
  - 形式：電子制御式フォーカルプレーンシャッター
  - シャッター速度：1/4000～30秒、バルブ、x=1/200秒
  - 連続撮影速度・枚数：4.3コマ/秒、15枚（JPEGラージ・ファイン）
- ストロボ
  - 対応ストロボ：キヤノンEXシリーズスピードライト
  - 内蔵ストロボ：なし
- 無線LAN機能：Wi-Fi対応
- 電源：LP-E12
- 大きさ・重量（幅×高さ×奥行き）：約104.9×65.2×31.6mm、約274g（CIPAガイドラインによる）
- ボディカラー：ブラック・ホワイト・レッド・ベイブルー